# María Victoria Woodward
María Victoria Woodward (Villa Carlos Paz, Córdoba, Argentina, 26 de noviembre de 1991) es una atleta argentina, especializada en carreras de velocidad.  
En 2016 obtuvo la plusmarca nacional en 100 metros llanos, récord que volvió a romper en 2018.  

## Trayectoria
Woodward comenzó su carrera deportiva en la gimnasia artística a muy temprana edad. En el 2005, cuando tenía 13 años, inició su carrera en el atletismo luego de ser reclutada por el entrenador Claudio Rodríguez, quien la conoció cuando ella  se encontraba compitiendo en pruebas de gimnasia artística en los Juegos Intercolegiales en Córdoba.  
En 2014 quedó cuarta en el Campeonato Iberoamericano realizado en Sao Paulo, Brasil. 

### Récord 2016
En noviembre de 2016, durante el Campeonato Metropolitano disputado en el CeNARD, corrió los 100 metros en 11,54 segundos, rompiendo el récord argentino que ostentaba desde 2004 Vanesa Wohlgemuth con 11,57 segundos.

### Récords 2018
En el marco del Grand Prix Sudamericano Torneo "Julia Iriarte" 2018 disputado en Cochabamba, Bolivia, Woodward volvió a romper el récord argentino femenino para los 100 metros llanos con un tiempo de 11,40 segundos, llevándose el oro. Esto implicó una mejora de su propio registro anterior en 14 décimas.
Woodward además consiguió el oro con su mejor marca en los 200 metros llanos, con 23,76 segundos. Este es el mejor registro alcanzado por una cordobesa y el cuarto en la historia de la Argentina hasta 2018. De este modo se ubica en el quinto puesto en la tabla histórica nacional argentina. En 2018 llegó a estar en el puesto 13° en el ranking sudamericano.

## Reconocimientos
- Premio Estímulo La Voz del Interior 2009.[8]